# Eochaid Buide
Eochaid Buide (Eochaid mac Áedáin) – król Dalriady od 608 r. do 629 r. n.e. "Buide" odnosi się do koloru włosów, więc po polsku brzmi to Eochaid Blondyn.
Był młodszym synem Áedán mac Gabráina i został wybrany przez ojca jako jego następca po śmierci starszych braci. Adomnán z Iony podaje, jakoby Kolumba przepowiedział, że Eochaid, wtedy jeszcze dziecko, zastąpi ojca na tronie, raczej niż jego starsi bracia Artúr, Eochaid Find lub Domangart.
W czasie ostatnich dwóch lat swoich rządów (627-629), miał on współrządzić z Connad Cerrem, który jednak zmarł przed nim. Jego następcą został syn, Domnall Brecc.
Pozostali synowie Eochaida, zostali nazwani w Senchus fer n-Alban jako:
- Conall Crandomna,
- Failbe (zginął w bitwie pod Fid Eoin),
- Cú-cen-máthair (zgodnie z Kronikami Ulsteru zmarł w 604 r.),
- Conall Bec,
- Connad bądź Conall Cerr (możliwie, że tożsamy z Connadem Cerr który zginął pod Fid Eoin),
- Domangart Donn,
- Domnall Donn (możliwa pomyłka z inną osobą o tym samym imieniu, która żyła 45 lat później → Domnall Donn, król Dalriady, zmarł w 696 r.).

Zgodnie z Fled Dúin na nGéd, Eochaid Buide był dziadkiem Congala Cáech. Ta opowieść ma pewne anachronizmy, jako że podaje jakoby Eochaid był wciąż żył w czasie bitwy pod Mag Rath (637r.), ale część rodzinna jest chronologicznie możliwa jeśli Congal był synem córki Eochaida i datowanie śmierci Cú-cen-máthair jest poprawne.